# Camptonville
Camp Nelson es un lugar designado por el censo ubicado en el condado de Yuba en el estado estadounidense de California. En el año 2010 tenía una población de 158 habitantes.

## Geografía
Camp Nelson se encuentra ubicado en las coordenadas 39°27′13″N 121°2′46″O / 39.45361, -121.04611.